# ビタミンライフ
『ビタミンライフ』は、1983年から1987年までテレビ朝日で放送された栄養情報番組（ミニ番組）。大正製薬の一社提供。制作はテレビ朝日、テレビ朝日映像、イースト。

## 放送時間
- 平日 20:56 - 21:00 (JST) 。

## 出演者

### 司会
- 楠田枝里子（フリーアナウンサー）